# Зелёная книга (путеводитель)
«Зелёная книга» (англ. The Green Book) — краткое название ежегодного путеводителя для чернокожих автомобилистов, издававшегося в США с 1936 по 1966 год. Вначале гид выходил как «Зелёная книга негритянского автомобилиста» (The Negro Motorist Green Book), затем как «Зелёная книга чернокожих путешественников» (The Negro Travelers’ Green Book) и «Зелёная книга путешественников» (The Travelers’ Green Book). Подготовкой справочника занимался Виктор Хьюго Грин (1892—1960), афроамериканец, проживавший и работавший в Нью-Йорке почтовым служащим, после смерти которого публикацию продолжала его вдова Элма. Книга издавалась в эпоху «Законов Джима Кроу», когда на Юге США была узаконена сегрегация, а в штатах Севера открыто практиковалась дискриминация чернокожих. Несмотря на широкое распространение расовой дискриминации и бедности, которые ограничивали владение автомобилями среди чернокожих, представители зарождавшегося афроамериканского среднего класса покупали машины. На дороге они сталкивались с различными неудобствами и опасностями — от отказа в обслуживании до произвольного ареста. В ответ Грин составил собственный путеводитель по местам, относительно дружественным к афроамериканцам.
Грин вскоре расширил географию своего путеводителя, ориентированного в первом издании 1936 года лишь на Нью-Йоркскую агломерацию, — справочник охватил большую часть Северной Америки, включая территории Соединённых Штатов, частично Канады, Мексики, Карибского бассейна и Бермудских островов. Впоследствии автор открыл собственное туристическое агентство. «Зелёная книга», мало известная за пределами афроамериканского сообщества, стала «„библией“ странствований чернокожих во времена Джима Кроу», позволяла находить ночлег, различные сервисы и автозаправочные станции, которыми путники могли бы беспрепятственно воспользоваться. Вскоре после принятия Закона о гражданских правах 1964 года, который пресекал попытки расовой дискриминации в американском обществе, книга утратила свою актуальность, и её публикация прекратилась. Интерес к книге возродился в начале XXI века в связи с исследованиями поездок чернокожих автомобилистов в эпоху «Законов Джима Кроу».

## «Передвижение в чернокожем виде»

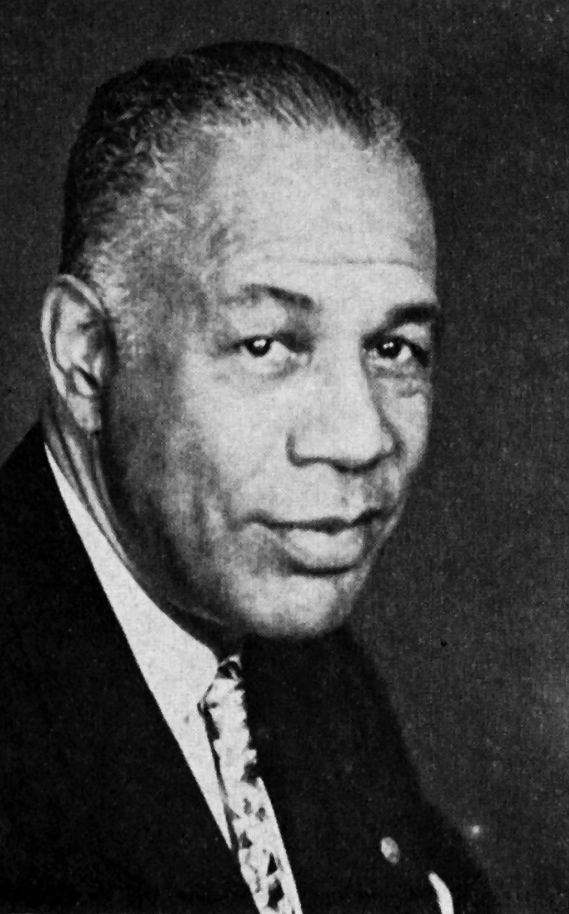
Автор «Зелёной книги», Виктор Хьюго Грин. В период 1956—1958 годов

До законодательного закрепления достижений движения за гражданские права чернокожие, путешествуя по Соединённым Штатам, сталкивались с серьёзными проблемами, незнакомыми большинству белых американцев. После окончания Гражданской войны в США сторонники белого превосходства пытались ограничить мобильность цветного населения страны и в целом были враждебно настроены к чернокожим приезжим. В результате простые автомобильные поездки для последних были сопряжены с трудностями и потенциальными опасностями. Полицейские целенаправленно проверяли, досматривали и задерживали чернокожих водителей (в английском языке даже закрепилось устойчивое выражение «driving while black» — «вождение в чернокожем виде», по аналогии с «driving while intoxicated» — «вождение в пьяном виде»). В некоторых случаях полицейские даже могли счесть чернокожих автомобилистов «дерзкими» или «слишком преуспевающими» за сам факт управления транспортным средством, что многие белые считали своей прерогативой. Чернокожие сталкивались с притеснениями и на автомагистралях, и на второстепенных дорогах. В апреле 1947 года в учреждённом Национальной ассоциацией содействия прогрессу цветного населения журнале The Crisis упоминались трудности, с которыми сталкиваются чернокожие участники развлекательных поездок:
А хотелось ли бы негру испытать немного радости в театре, на пляже, бассейне, гостинице, ресторане, на поезде, самолёте или корабле, на поле для гольфа, на летнем или зимнем курорте? Хотелось ли бы ему остановиться на ночь в туристическом лагере, пока ездит по стране он, «впервые любуясь Америкой»? Хорошо, просто позвольте ему попробовать!
Оригинальный текст (англ.)Would a Negro like to pursue a little happiness at a theater, a beach, pool, hotel, restaurant, on a train, plane, or ship, a golf course, summer or winter resort? Would he like to stop overnight at a tourist camp while he motors about his native land 'Seeing America First'? Well, just let him try!
Такие ограничения восходили к колониальным временам и были распространены по всем Соединённым Штатам. После отмены рабства на Севере — а по окончании Гражданской войны и на Юге — уровень жизни большинства вольноотпущенников немногим превышал прожиточный минимум, однако некоторым афроамериканцам всё-таки удавалось достичь благосостояния, и впервые в жизни они могли планировать поездки с целью проведения досуга. Богатые чернокожие организовывали большие групповые экскурсии численностью до 2000 человек одновременно, например, по железной дороге из Нового Орлеана до курортов, расположенных вдоль береговой линии Мексиканского залива. В предшествующий «законам Джима Кроу» период такое положение дел приводило к неизбежному контакту с белыми в гостиницах, транспорте и местах отдыха. Однако, в соответствии с положением Закона о гражданских правах 1875 года, запрещалась любая дискриминация афроамериканцев в местах общественного пользования и в общественном транспорте.

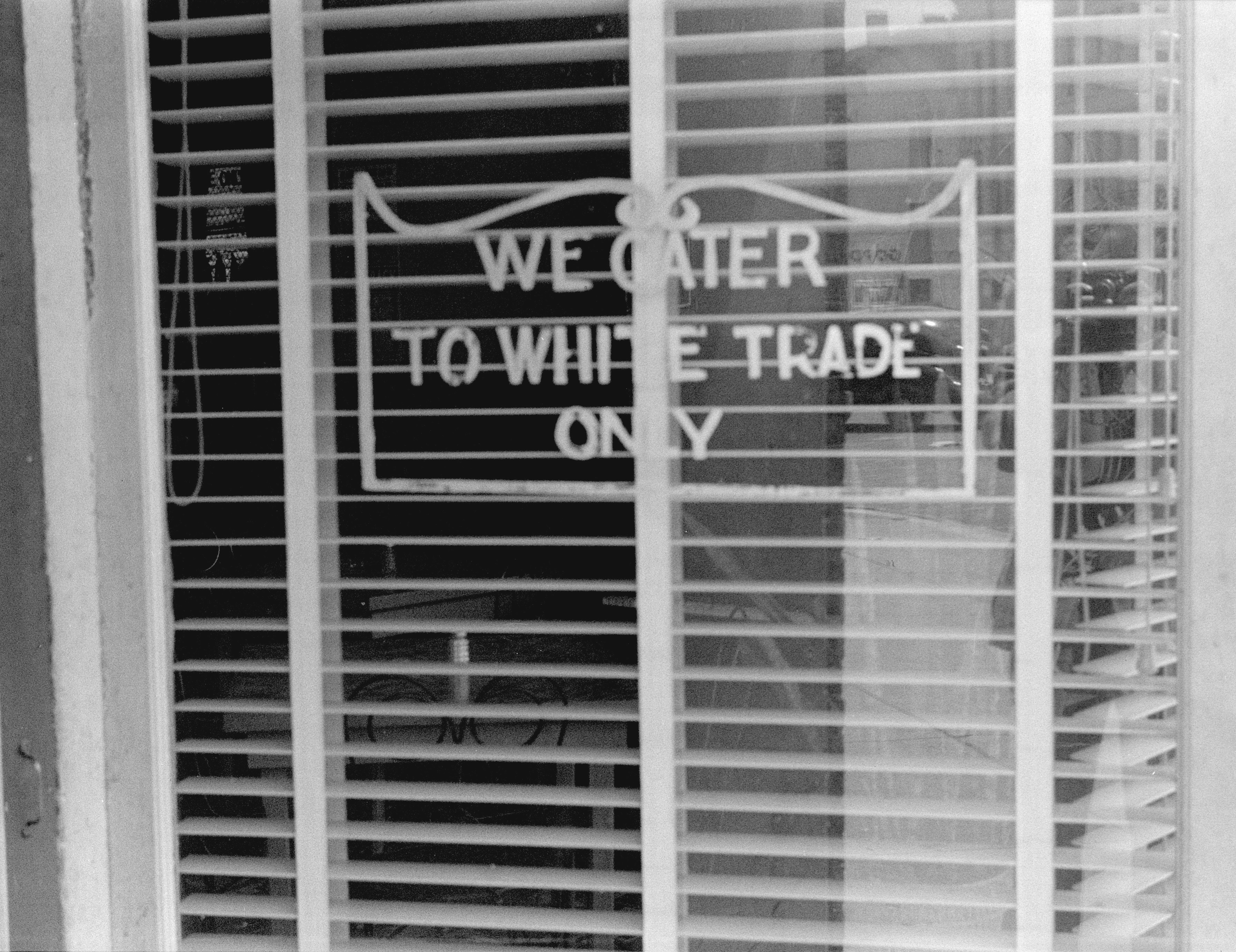
Многие гостиницы и рестораны не обслуживали афроамериканцев, такие как это заведение в Ланкастере, штат Огайо, август 1938 года

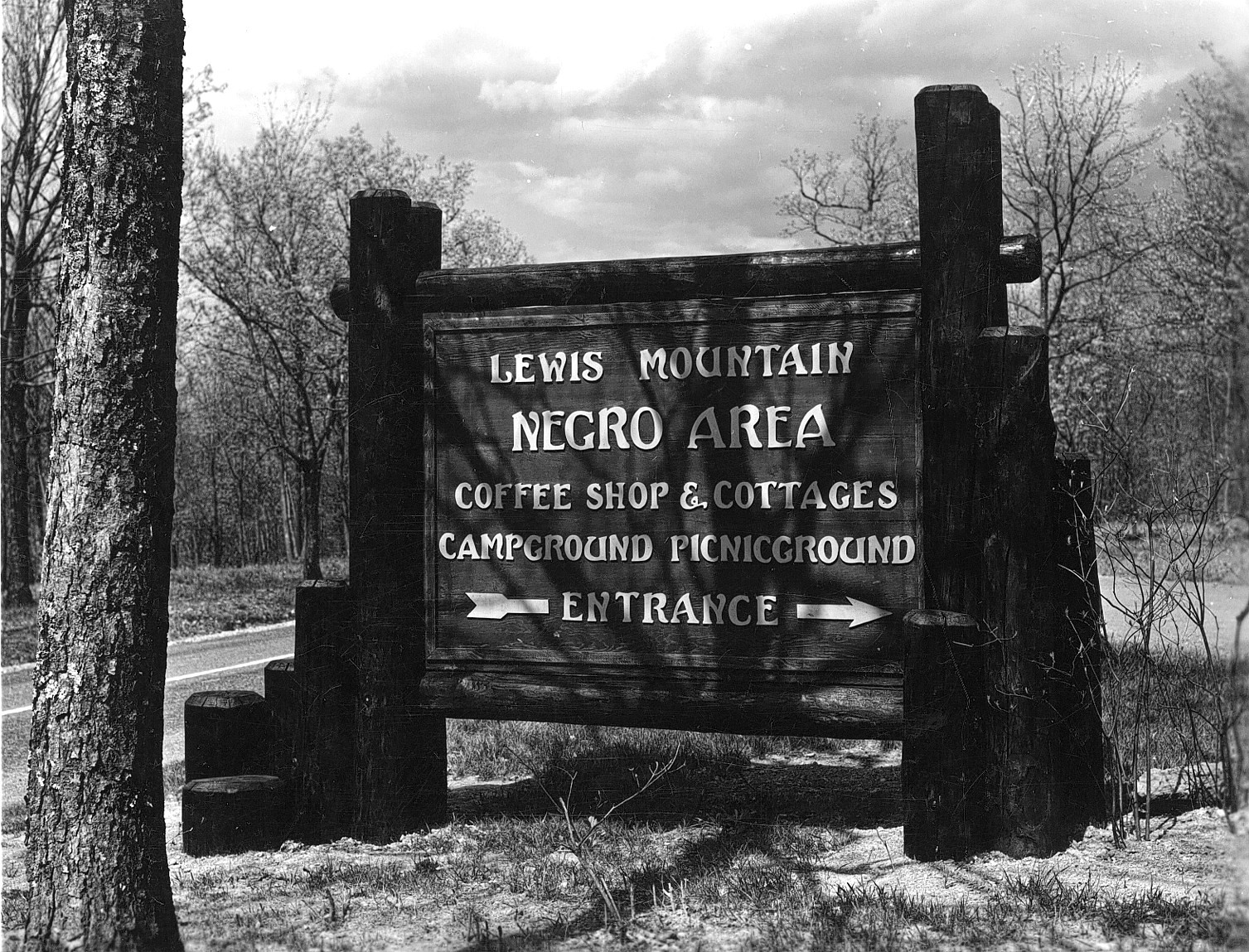
Доктрина «равенство порознь» на практике; «Зона для негров» у подножья Льюис-маунтин в национальном парке Шенандоа, штат Виргиния, 1930-е годы

Общественно-политические изменения вызвали недовольство среди белого населения, особенно на Юге, где к 1877 году белые демократы контролировали правительства во всех штатах. В итоге Верховный суд США в 1883 году признал закон о гражданских правах неконституционным, после чего власти штатов и городов приняли собственные законы о сегрегации. Белые правительства Юга требовали от междуштатной железнодорожной сети соблюдения законов о сегрегации, хотя федеральное законодательство предписывало равное обращение со всеми пассажирами. В 1896 году Верховный суд в деле Плесси против Фергюсона подтвердил сегрегационную доктрину «равенство порознь», постановив, что разделение граждан на чёрных и белых при сохранении равных условий не нарушает конституцию. На словах места общего пользования для чёрных обеспечивали «равенство порознь», однако на деле были худшего качества и плохо финансировались. Чернокожие в Соединённых Штатах сталкивались с ограничениями и запретами повсеместно — если они не были полностью лишены доступа к социальным объектам, то могли их использовать либо в период, отличный от регламентированного для белых времени, либо в специализированных «цветных секторах».
В 1917 году Уильям Дюбуа, афроамериканский общественный деятель, отмечал и влияние «постоянной расовой дискриминации», затруднявшей поездки в любые пункты назначения, от популярных курортов до крупных городов, и, как следствие, «вызывавший недоумение вопрос относительно того, что делать с отпусками». В первые десятилетия XX века упомянутая выше проблема затрагивала всё большее число чернокожих людей. Десятки тысяч афроамериканцев переселились с южных ферм на север, где они работали на промышленных предприятиях и в домашних хозяйствах. Многие уже не ограничивались прожиточным минимумом, имели достаточный доход и могли планировать свой досуг, а также совершать поездки самостоятельно.
Развитие массового производства доступных американцам автомобилей освободило цветное население от необходимости пользоваться «вагонами Джима Кроу» — не приспособленными для поездок, ветхими, пропитанными дымом железнодорожными вагонами, которые, в духе практического воплощения доктрины «равенство порознь», сильно отличались от комфортных вагонов для белых. В 1933 году один афроамериканский журналист поделился впечатлениями от обладания собственным автомобилем, в частности, отмечая, что «очень хорошо наконец-то оказаться шкипером и вести наш корабль туда, куда мы хотим. Мы чувствуем себя викингами. Ну и что, что наше судно туповато на нос, и сил у него маловато, и вместо воды под нами щебень; ну и вообще, попрощаться со старыми вагонами Джима Кроу для цветных весело».
Представители начавшего зарождаться в Соединённых Штатах афроамериканского среднего класса «вообще не понимали как себя нужно вести или же как белые отнесутся к ним», — писал Барт Ландри. В Цинциннати афроамериканский редактор газеты Венделл Дабни, характеризуя сложившуюся в 1920-х годах ситуацию, отмечал, что «гостиницы, рестораны, закусочные и питейные заведения почти повсеместно закрыты для всех людей, у которых может быть обнаружена хотя бы капля цветной крови». На территориях за пределами Юга, где проживало незначительное количество цветного населения, чернокожих часто отказывались обслуживать. Например, в Солт-Лейк-Сити в 1920-х годах для них были закрыты все отели. Путникам приходилось обходиться без ночёвки, если они оказывались там. Из более сотни гостиниц, которые располагались вдоль трассы US 66 в Альбукерке, только шесть процентов обслуживали чернокожих клиентов. На 1956 год в штате Нью-Гэмпшир только три мотеля обслуживали афроамериканцев.
Джордж Скайлер писал в 1943 году: «Многие цветные семьи объездили всю территорию Соединённых Штатов, лишённые возможности переночевать хотя бы в одном туристическом лагере или гостинице». Он предположил, что чернокожим американцам легче путешествовать за границей, чем по своей собственной стране. Джон Сент-Клэр Дрейк и Хорас Р. Кэйтон в 1945 году описывали обстановку в Чикаго, утверждая, что «управляющие гостиницами города по общему соглашению не позволяли неграм использовать гостиничные помещения, в частности спальные». Один из инцидентов, описываемых Дрейком и Кэйтоном, иллюстрирует дискриминацию по расовому признаку, с которой сталкивались чернокожие в смешанных этнических группах:
Две цветные школьные учительницы и несколько белых друзей пришли пообедать в элитной кофейне. Негритянкам разрешили сесть, но официантка проигнорировала их и обслужила белых женщин. Одна из цветных женщин запротестовала, и ей сказали, что она может поесть на кухне.
Оригинальный текст (англ.)Two colored schoolteachers and several white friends attended a luncheon at an exclusive coffee shop. The Negro women were allowed to sit down, but the waitress ignored them and served the white women. One of the colored women protested and was told that she could eat in the kitchen.

## Пути преодоления дискриминации

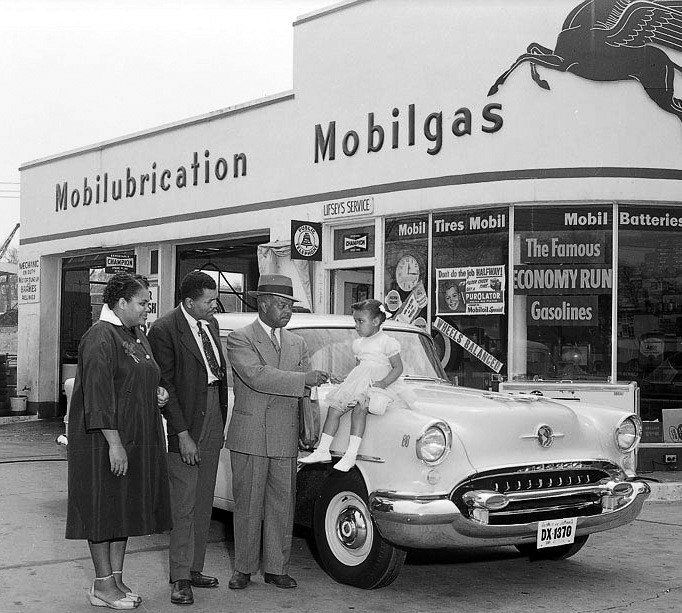
Афроамериканская семья со своим новеньким Oldsmobile. Вашингтон (округ Колумбия), апрель 1955 года

Многие афроамериканцы учились водить машину, надеясь таким образом избежать сегрегации в общественном транспорте. Как писал Джордж Скайлер в 1930 году, «все негры, которые могут себе такое позволить, покупают автомобиль при первой же возможности, чтобы освободиться от дискомфорта, дискриминации, сегрегации и оскорблений». Хотя автомобили позволяли афроамериканцам независимо передвигаться, они сталкивались с такими сложностями, что, как отмечал Лестер Грейнджер из «Национальной городской лиги», «в отношении поездок негры являются последними пионерами Америки». Чернокожим приходилось возить вёдра или мобильные туалеты в багажниках своих автомобилей, поскольку обычно им было запрещено пользоваться ванными и туалетами на станциях технического обслуживания и в придорожных заведениях. Кроме того, такую неотъемлемую составляющую поездки, как бензин, часто было трудно приобрести из-за дискриминации на автозаправочных станциях. Чтобы избежать таких проблем в дальних поездках, афроамериканцы часто упаковывали еду с собой и возили в своих автомобилях канистры с бензином. Рассказывая про поездки, совершённые им в детстве в 1950-х, Кортленд Миллой из The Washington Post вспоминал, как вечером накануне поездки его мать жарила курицу и варила яйца, чтобы на следующий день семья могла что-то поесть в дороге.
Один неравнодушный автолюбитель ещё в начале 1940-х годов заметил, что в то время как в утренние часы чернокожие путешественники чувствовали себя свободными, к полудню над ними обязательно возникало «маленькое облачко». К вечеру «оно бросает тень тревоги на наши сердца и немного раздражает нас. „Где“, спрашивает оно, „ты остановишься сегодня вечером?“» В действительности часто приходилось подолгу, часами, искать подходящее для стоянки место. Иногда такие приезжие ночевали на сеновалах или же засыпали в собственных машинах, в том случае, если ничего не могли найти. Выходом из положения могли быть запланированные остановки в домах друзей-афроамериканцев — жителей крупных и малых городов, расположенных вдоль маршрута. Однако вследствие таких остановок приходилось отклоняться от маршрута, и поездка переставала быть спонтанной, что многих не устраивало.
Вот как в 1951 году описывал свои семейные поездки один из лидеров движения за гражданские права Джон Льюис:
Мы не могли остановиться ни в одном из ресторанов, не выбравшись с Юга, так что у нас был собственный, прямо в машине... Чтобы заправиться и сходить в туалет, приходилось всё тщательно планировать. Дядя Отис уже совершал такую поездку раньше и знал, в каких местах находились туалеты для «цветных», а какие можно проезжать смело. У нас была карта с пометками, и мы планировали маршрут исходя из расстояний между заправками, на которых можно преспокойно останавливаться.
Оригинальный текст (англ.)There would be no restaurant for us to stop at until we were well out of the South, so we took our restaurant right in the car with us…. Stopping for gas and to use the bathroom took careful planning. Uncle Otis had made this trip before, and he knew which places along the way offered "colored" bathrooms and which were better just to pass on by. Our map was marked and our route was planned that way, by the distances between service stations where it would be safe for us to stop.
Поиск места для временного размещения был одной из наиболее серьёзных проблем чернокожих путешественников. Мало того, что многие гостиницы, мотели и пансионаты отказывались обслуживать чернокожих клиентов, но и тысячи американских городов объявили себя так называемыми «закатными городами», покинуть которые с закатом надлежало всем, не являющимся белыми людям. Таким образом, эти города фактически закрывались для посещения афроамериканцев. К концу 1960-х годов в США насчитывалось по меньшей мере 10 000 «закатных городов», включая крупные пригороды, к которым в штате Калифорния, например, относился Глендейл (население в то время составляло 60 000 человек), в штате Нью-Йорк — Левиттаун (80 000), а в штате Мичиган — Уоррен (180 000). Более половины всех общин штата Иллинойс были «закатными городами». Неофициальным лозунгом города Анна, откуда в 1909 году местным населением насильственно были изгнаны чернокожие жители, считался «Ain’t No Niggers Allowed» (с англ. — «Тут нет места ниггерам»). Даже в тех городах, которые не исключали возможности предоставить чернокожему ночлег, выбор помещения нередко оказывался весьма ограниченным. В связи с отсутствием мест в гостиницах афроамериканцам, переселившимся в начале 1940-х годов в Калифорнию в поисках работы, часто приходилось разбивать палаточный лагерь прямо на обочине дороги. Мать репортёра Кортленда Миллоя, которая брала его маленького вместе с братом в поездки, вспоминала, как «по истечении целого дня езды я говорила себе, что „было бы неплохо, если бы мы могли переночевать в одном из этих отелей?“, или „было бы здорово, если бы мы могли остановиться для настоящего обеда и чашечки кофе?“ Мы видели, как маленькие белые дети прыгали в бассейны мотелей, а вы все сидели на заднем сиденье раскалённой машины, потели и дрались».
Во время поездок афроамериканцы сталкивались с реальной угрозой физического насилия из-за сильно различающихся правил сегрегации, принятых в населённых пунктах США. Общественная реакция на поведение приезжего и его действия могла варьироваться от полного безразличия в одном месте до насилия в отношении него всего в нескольких милях далее по дороге. Нарушение формальных или неписаных расовых кодексов, даже непреднамеренно, могло подвергнуть человека значительной опасности. Этикет поведения водителя в отдельных регионах был расистским, например, местные правила в дельте Миссисипи запрещали чернокожим обгонять белых автомобилистов, чтобы поднятая первыми пыль не оседала на машинах последних. Кроме того, некоторые белые американцы целенаправленно наносили ущерб принадлежавшим чернокожим автомобилям, чтобы «поставить на место» их владельцев. Остановки в небезопасных местах, даже для того, чтобы позволить детям облегчиться, были рискованными. Миллой вспоминал, как родители просили их с братом потерпеть, пока не найдут безопасное для остановки место, поскольку «эти просёлочные дороги попросту слишком небезопасны, чтобы родители могли отпустить своих маленьких чёрных детей пописать».
Расистские местные законы, дискриминационные социальные кодексы, сегрегированные коммерческие объекты, расовое профилирование полицией и «закатные города» сделали дорожные поездки минным полем постоянной неопределённости и риска. Рассказы чернокожих путешественников отражали их беспокойство и опасности, с которыми они сталкивались, и в корне отличались от восхваляющих дороги и странствия рассказов, написанных белыми авторами. Миллой вспоминал враждебную среду, с которой в детстве ему пришлось столкнуться, когда узнал впервые о «стольких чёрных странниках … которые просто не достигли места назначения». Журналист и писатель Джон А. Уильямс отмечал в 1965 году, что «вряд ли белые туристы имеют хоть какое-то представление о том, сколько нервов и мужества требуется негру, чтобы проехать от побережья и до побережья в Америке». Лично ему удалось благодаря «самообладанию, мужеству и большой удаче», а также «винтовке, дробовику, дорожному атласу и путеводителю с перечислением тех мест, где негр может остановиться, не подвергнувшись унижениям, оскорблениям или чему-нибудь похуже». Исходя из личного опыта, он предостерегал чернокожих водителей быть особенно осторожными на Юге, и советовал надеть фуражку профессионального шофёра или хотя бы держать её под рукой на переднем сиденье, притворяясь, будто они подают машину белому пассажиру.
Высокопоставленные чернокожие иностранцы часто не могли избежать дискриминации, которой обычно подвергались афроамериканцы. В нашумевшем инциденте министру финансов незадолго до того получившей независимость Ганы, Комле Агбели Гбедеме, во время деловой поездки в Вашингтон через Довер, штат Делавэр, невзирая на его дипломатический статус, было отказано в обслуживании, когда он остановился у ресторана Howard Johnson’s, чтобы выпить апельсинового сока. Случай вызвал международный скандал, из-за которого президент Дуайт Эйзенхауэр пригласил Гбедему на завтрак в Белом доме. Повторявшиеся инциденты с дискриминацией, направленной против африканских дипломатов, зачастую с применением силы, и в особенности на шоссе 40, вынудили администрацию президента Джона Кеннеди создать внутри Государственного департамента специальный отдел протокольного обслуживания. Служба должна была оказывать помощь передвигающимся и проживающим в Соединённых Штатах чернокожим дипломатам, для которых Государственный департамент планировал вначале также организовать раздачу экземпляров «Зелёной книги», однако позднее решил не приобщать их к местам пользования афроамериканцев, дабы высокопоставленные иностранные гости «обладали всеми привилегиями белизны».

## Роль «Зелёной книги» в американском обществе

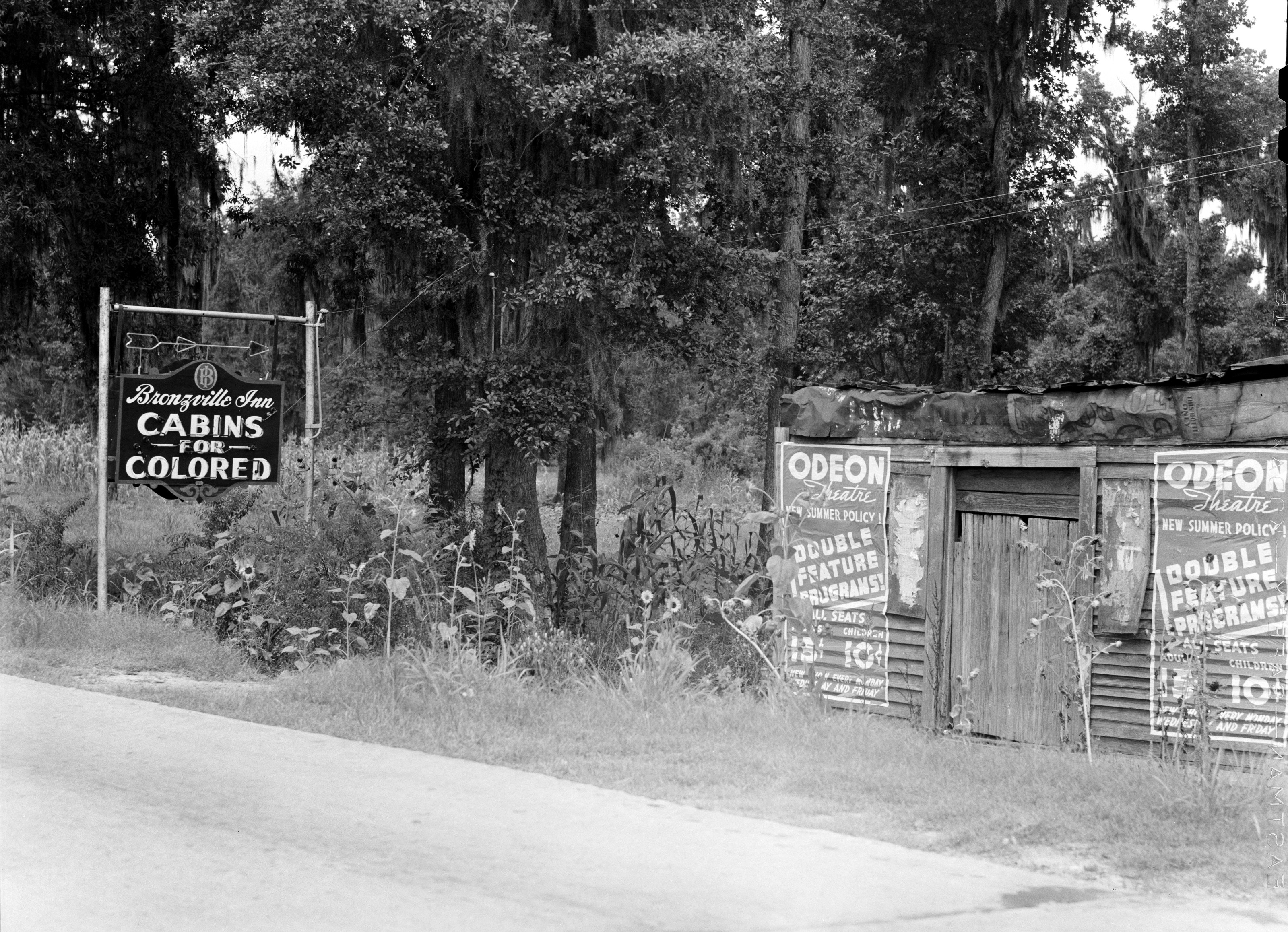
В «Зелёной книге» перечислялись общедоступные для чёрных постояльцев места временного пребывания, такие как, например, вот этот мотель в Южной Каролине, предлагавший «домики для цветных», июнь 1939 года

Сегрегация ограничивала возможности афроамериканских автомобилистов, однако и белые, и чёрные предприниматели видели выгоду в продаже товаров и услуг чернокожим покупателям. Задача странствующего человека заключалась лишь в том, чтобы найти такие «оазисы» посреди «пустыни» дискриминации, поэтому афроамериканские писатели подготовили ряд путеводителей, включая списки отелей, лагерей, придорожных закусочных и ресторанов, обслуживающих чернокожих. Аналогичные путеводители для своего сообщества составляли также подвергавшиеся дискриминации в местах отдыха евреи, хотя им было легче раствориться в массе основного населения. Афроамериканцам дважды, в 1930 и 1931 годах, удавалось организовать выпуск печатного издания Hackley & Harrison’s Hotel and Apartment Guide for Colored Travelers. Его обложка, помимо названия, также содержала подзаголовок: «Питание, проживание, автомастерские и прочее в трёхстах крупнейших городах Соединённых Штатов и Канады».
Одним из самых известных путеводителей для афроамериканцев считается задуманное в 1932 году и опубликованное по прошествии четырёх лет издание The Negro Motorist Green Book, автором которого является Виктор Хьюго Грин — ветеран Первой мировой войны, почтовый служащий и турагент, проживавший в Нью-Йорке. Основной целью автора было «предоставить странствующему негру информацию, позволяющую избежать трудностей, смущений и сделать его путешествие более приятным». Согласно предисловию редактора Новеры Дашиелл к изданию 1956 года, «идея окончательно оформилась, когда не только [Грин], но и несколько его друзей и знакомых пожаловались на трудности, с которыми столкнулись; зачастую болезненные ситуации могли испортить отпуск или же командировку».
Грин предлагал читателям присылать ему информацию об их «негритянских условиях передвижения, живописных чудесах на их пути, осмотренных достопримечательностях и короткие рассказы о личном автомобильном опыте». Первоначально он предложил вознаграждение в размере одного доллара за каждую принятую к печати информацию, а к 1941 году увеличил его до пяти долларов. Кроме того, Грин получал информацию от коллег в почтовой службе США, которые, помимо работы на своих маршрутах, заодно занимались поиском подходящих общественных мест. Почтовая служба была (и является) одним из крупнейших работодателей для афроамериканцев, и её работники идеально подходили для поиска безопасных и гостеприимных к цветным путешественникам мест.
Слоган «Зелёной книги», размещённый на обложке, призывал путешественников: «Носите с собой свою „Зелёную книгу“ — она может вам понадобиться». В опубликованном в 1949 году издании приводилась позаимствованная из путевого очерка «Простаки за границей, или Путь новых паломников» Марка Твена цитата: «Путешествия гибельны для предрассудков», — но в другом противоположном смысле; и как писал Коттон Сейлер, «тут хозяева, а не гости, обнаруживали себя обогащёнными встречей». В 1940 году Грин отмечал, что «Зелёная книга» дала чёрным американцам «нечто подлинно подходящее, чтобы передвигаться, и сделала поездку для негров более удобной». Она предоставляла исчерпывающую информацию о дружественных им заведениях и решала мучивший всякого чернокожего автомобилиста вопрос: «Где же ты переночуешь?» Помимо информации о гостиницах, автозаправочных станциях и автомастерских, книга содержала описание мест, доступных афроамериканцам для проведения досуга, включая салоны красоты, рестораны, ночные и загородные клубы.
Списки содержали информацию по четырём основным категориям: отели, мотели, туристические центры (частные резиденции, обычно принадлежавшие афроамериканцам, предоставляющим жильё туристам) и рестораны. Они распределялись по штатам и далее подразделялись по городам с указанием наименования и адреса каждой коммерческой организации. За отдельную плату данные, предоставленные организацией, посредством печати могли быть выделены жирным шрифтом либо отмечены звёздочкой, как свидетельство того, что они носят рекомендательный характер.
Многие такие заведения назывались в честь выдающихся деятелей афроамериканской культуры и находились в ведении афроамериканцев. Так, в Северной Каролине чернокожим предпринимателям принадлежали отели, носившие имена известных американских общественников, среди которых Карвер, Линкольн и Букер Вашингтон. В издании 1949 года также упоминались салон красоты «Friendly City», чайная «Black Beauty», ателье «New Progressive», закусочная «Big Buster» и гостиница «Blue Duck». В каждом издании были тематические статьи, посвящённые поездкам и пунктам назначения, включая списки с описанием таких популярных среди чернокожих отдыхающих курортов, как, например, Айдлуайлд, Ок-Блафс и Белмар. Особенно рекомендовался штат Нью-Мексико как место, где большинство мотелей готовы принять «постояльцев на основании „наличных средств, а не цвета“».

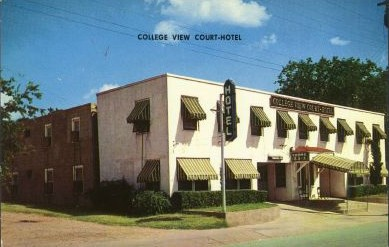
«Самый подходящий для негров Уэйко», — именно такой слоган в 1950-х годах для своей рекламы использовал College View Court-Hotel в Уэйко, штат Техас

«Зелёная книга» привлекла внимание спонсоров и получила финансовую поддержку ряда коммерческих организаций, в числе которых оказались и афроамериканские газеты Call and Post из Кливленда и Louisville Leader из Луисвилла. Корпорация Standard Oil (позднее Esso) выступила в качестве спонсора благодаря Джеймсу Джексону, первому афроамериканскому торговому представителю компании Esso. «Расовая группа» сотрудников отдела маркетинга Esso способствовала популяризации «Зелёной книги» среди чернокожих клиентов компании, в отличие, например, от Shell, которая, как известно, отказывалась обслуживать небелых.
В издании 1949 года содержалось обращение сотрудников компании Esso к читателям: «Как представители Esso Standard Oil Co., мы рады рекомендовать „Зелёную книгу“ для ваших комфортных поездок. Держите её под рукой ежегодно, и когда вы планируете свои поездки, позвольте туристической службе Esso предоставить вам карты и полные маршруты, а для по-настоящему „приятного вождения“ — используйте продукцию Esso и сервисы Esso везде, где вы найдёте знак Esso». На страницах «Зелёной книги» печатались фотографии некоторых афроамериканских предпринимателей, владевших бензоколонками Esso.
Грин получал письма от благодарных читателей, хотя сам обычно воздерживался от комментариев в «Зелёной книге». Уильям Смит из Хакенсака, штат Нью-Джерси, отмечавший в своём письме, опубликованном в издании 1938 года, «заслуги [автора] перед негроидной расой», писал следующее:
Это книга, которая была крайне нужна нашей расе с момента наступления автомобильного века. Учитывая, что до публикации The Negro Motorist Green Book мы узнавали, где и как благополучно добраться до наших курортов, исключительно из разговоров, устно ... Мы искренне полагаем, что она будет означать для нас ровно столько же, если не больше, как А.А.А. для белой расы.
Оригинальный текст (англ.)It is a book badly needed among our Race since the advent of the motor age. Realizing the only way we knew where and how to reach our pleasure resorts was in a way of speaking, by word of mouth, until the publication of The Negro Motorist Green Book ... We earnestly believe that [it] will mean as much if not more to us as the A.A.A. means to the white race.
Эрл Хатчинсон-старший, отец журналиста Эрла Офари Хатчинсона, негодовал и возмущался, когда писал о своём переезде 1955 года из Чикаго в Калифорнию, потому что «вы буквально не покинете дом без „Зелёной книги“». «Зелёная книга», в частности, была «одним из способов выживания в сегрегированной жизни» Эрнеста Грина, одного из «литл-рокской девятки», который в 1950-х преодолел путь, равный 1600 км, от Арканзаса до Виргинии. Как вспоминал позднее Джулиан Бонд, американский борец за гражданские права, его родители пользовались «Зелёной книгой», поскольку в справочнике можно было найти информацию «не о том, где лучше всего поесть, а где вообще имелась такая возможность». Бонд высказывался следующим образом:
Вы думаете о вещах, которые большинство путешественников или просто большинство людей принимают как должное. Если я поеду в Нью-Йорк и захочу постричься, мне будет довольно легко найти место, где такое можно осуществить, но тогда это было нелегко. Белые парикмахеры не стригли чёрных. Белые салоны красоты не обслуживали чернокожих женщин, как и отели, и так далее, во всём. Вам была нужна «Зелёная книга», чтобы узнать, куда вы можете пойти без опасения, что перед вашим носом захлопнут дверь.
Оригинальный текст (англ.)You think about the things that most travelers take for granted, or most people today take for granted. If I go to New York City and want a hair cut, it's pretty easy for me to find a place where that can happen, but it wasn't easy then. White barbers would not cut black peoples' hair. White beauty parlors would not take black women as customers — hotels and so on, down the line. You needed the Green Book to tell you where you can go without having doors slammed in your face.

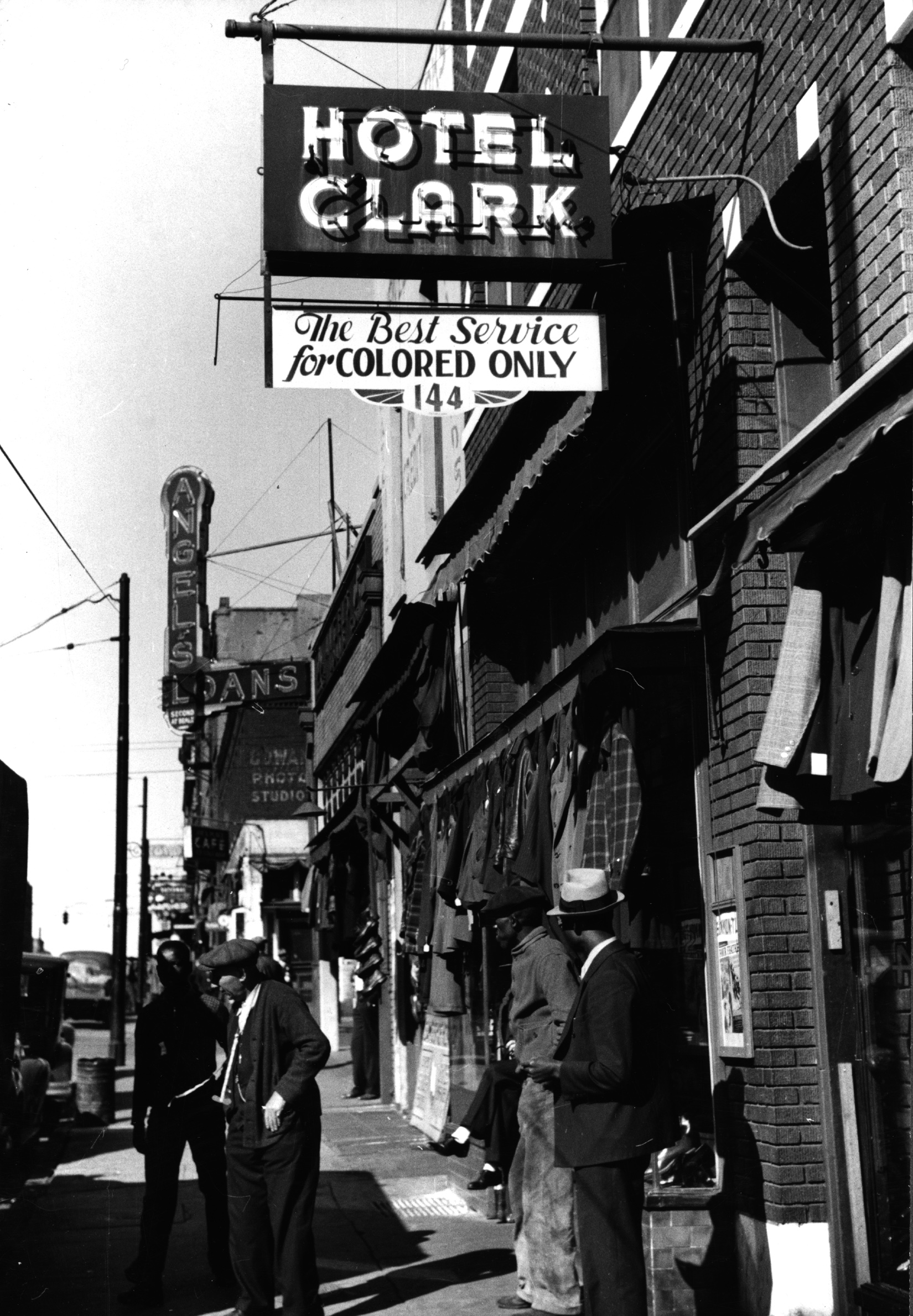
Надпись на вывеске: «Лучший сервис только для цветных». Отель «Кларк» в Мемфисе, штат Теннесси, около 1939 года

Хотя «Зелёная книга» была призвана облегчить жизнь страдающим от «законов Джима Кроу» людям, её автор с нетерпением ждал того времени, когда такие путеводители больше не понадобятся. В предисловии к первому изданию Грин писал: «В ближайшем будущем наступит день, когда это руководство не придётся публиковать. Именно тогда мы как раса будем иметь равные возможности и привилегии в Соединённых Штатах. Это будет великий день для нас, чтобы приостановить её публикацию, а потом мы сможем отправиться, куда нам заблагорассудится, и без смущения».
В настоящее время Лос-Анджелес рассматривает возможность предоставления специальной защиты местам, обеспечивавшим безопасность чернокожих путешественников. Кен Бернштейн, главный проектировщик в Управлении историческим наследием города, отмечает: «По крайней мере, такие места могут быть включены в онлайн-систему инвентаризации нашего города. Они являются частью истории афроамериканцев в Лос-Анджелесе и непосредственно истории самого Лос-Анджелеса».

## История публикации
Популярность впервые в 1936 году опубликованной в Нью-Йорке «Зелёной книги» была таковой, что уже начиная со следующего года она распространялась по всей стране, в частности благодаря Чарльзу Макдауэллу, сотруднику правительственного агентства по вопросам негров при Американском бюро путешествий. Публикация «Зелёной книги» во время Второй мировой войны была приостановлена и возобновилась в 1946 году. За годы публикаций география путеводителя существенно расширилась: если первое издание охватывало Нью-Йоркскую агломерацию, то впоследствии руководство содержало справочную информацию по объектам, находившимся практически на всей территории Соединённых Штатов и частично Канады, Мексики и Бермудских островов. Основная информация относилась к восточному побережью США, наименьшую часть составляли расположенные на Великих равнинах штаты, такие как, например, Северная Дакота, где доля цветного населения была незначительной. Ежегодный объём продаж «Зелёной книги» в среднем составлял около 15 000 экземпляров, распространявшихся по почте чернокожими предпринимателями, включая станции технического обслуживания Esso, некоторые из которых принадлежали афроамериканцам (что было редкостью для нефтяной промышленности того времени).
Первоначально книга продавалась за 25 центов, но к 1957 году её цена возросла до 1,25 долларов США. Благодаря успеху своей книги Грин к тому времени ушёл из почтового отделения и нанял небольшой издательский коллектив, работавший в офисе, располагавшемся в доме 200 на 135-й западной улице в Гарлеме. В 1947 году он основал службу бронирования отпусков, поскольку в послевоенный период сильно вырос спрос на досуг и отдых. К 1949 году изменился формат «Зелёной книги», включавшей в себя уже более 80 страниц — вместо десяти страниц в первом издании.
В издании 1951 года Грин рекомендовал чернокожим предпринимателям повысить качество обслуживания, поскольку туристы «не желают больше платить высокую цену за помещения и обслуживание низкого качества». Мониторинг жилищных условий чернокожего населения позволял выявить целый ряд несоответствий, и даже многие зажиточные афроамериканцы считали свои жилища второсортными по сравнению с теми, которые принадлежали белым. В 1952 году Грин переименовал издание в The Negro Travelers’ Green Book («Зелёная книга чернокожих путешественников»), с учётом того, что путеводитель уже имел международный охват и позволял отправиться в путешествие на самолёте или корабле. Хотя в американском обществе всё ещё сохранялась сегрегация, широкое распространение «Зелёной книги» вызвало интерес со стороны белых бизнесменов, желавших привлечь потенциальных клиентов среди чернокожего населения. В издании 1955 года отмечалось:
Через несколько лет после публикации ... белый бизнес также признал ценность [Зелёной книги], которой в настоящее время пользуются Esso Standard Oil Co., The American Automobile Assn. и её филиалы автомобильных клубов по всей стране, прочие автомобильные клубы, авиалинии, бюро путешествий, служба помощи путешественникам, библиотеки и тысячи подписчиков.
Оригинальный текст (англ.)A few years after its publication ... white business has also recognized its [The Green Book’s] value and it is now in use by the Esso Standard Oil Co., The American Automobile Assn. and its affiliate automobile clubs throughout the country, other automobile clubs, air lines, travel bureaus, travelers aid, libraries and thousands of subscribers.
К началу 1960-х годов маркетинговая значимость «Зелёной книги» начала стремительно сокращаться; активность афроамериканцев в области гражданских прав имела последствия даже до принятия Закона о гражданских правах 1964 года, запрещающего расовую сегрегацию в общественных местах. Всё большее число афроамериканцев среднего класса стали сомневаться в том, что такие путеводители, как «Зелёная книга», могут решить проблемы чернокожего гражданина, направляя в места относительно дружелюбные, а не побуждая его бороться за равные возможности. Чернокожие владельцы отдалённых от автомагистралей мотелей потеряли клиентов с появлением нового поколения десегрегированных мотелей, расположенных вблизи развязок федеральных шоссе. В 1963 году «Зелёная книга» констатировала, что активность движения за гражданские права «уравняла возможности общественно доступного жилья для всех», и в то же время выступала за сохранение в перечне позиций дружественных к чернокожим компаний.
После того, как Закон о гражданских правах 1964 года фактически объявил вне закона расовую дискриминацию в общественных местах, потребность в справочнике исчезла, и два года спустя было опубликовано последнее издание «Зелёной книги». В последнее издание были внесены значительные изменения, отражающие перспективы принятого закона. Название также изменилось на Traveler’s Green Book: International Edition — уже не только для негров и автомобилистов, поскольку издатели стремились повысить свою привлекательность. И хотя содержание по-прежнему освещало доступные для чернокожих варианты отдыха, на обложке красовалась «образцовая блондиночка», катающаяся на водных лыжах, — признак того, что «„Зелёная книга“ подверглась „отбеливанию“ и интернационализации сферы деятельности, оставаясь верной своей основополагающей миссии по обеспечению безопасности афроамериканских путешественников как в США, так и за рубежом».

## Отражение в культуре
В 2000-х годах проблемами миграции чернокожего населения в Соединённых Штатах в эпоху «Законов Джима Кроу» заинтересовались учёные, художники, писатели. Результатом исследований стал целый ряд проектов, книг и других работ. «Зелёная книга» приобрела высокую ценность как предмет коллекционирования; «частично повреждённый» датированный 1941 годом экземпляр, был продан на аукционе в марте 2015 года за 22 500 долларов.
Книга неоднократно экспонировалась на выставках. В 2007 году книга была представлена на передвижной выставке «Places of Refuge: The Dresser Trunk Project», организованной Уильямом Дэрилом Уильямсом, директором школы архитектуры и дизайна интерьера Университета Цинциннати. Основу экспозиции составляли экспонаты и места, связанные с путешествиями чернокожих в период расовой сегрегации. В конце 2014 года Музей автомобилей Гилмора в Хикори-Корнерсе, штат Мичиган, организовал постоянную экспозицию и предоставил посетителям возможность ознакомиться с имеющимися материалами, среди которых была копия «Зелёной книги» 1956 года, а также видеоинтервью людей, использовавших её ранее. В 2016 году экземпляр издания 1941 года был выставлен в Национальном музее афроамериканской истории и культуры Смитсоновского института. В июне 2016 года экземпляр книги, хранящийся в Нью-Йоркской публичной библиотеке, был показан на выставке Музея истории Миссури.
Шомбургский центр изучения негритянской культуры Нью-Йоркской публичной библиотеки опубликовал оцифрованные копии «Зелёной книги», датированные 1937—1966 годами; в общей сложности всего 23 номера. В дополнение к оцифрованной версии книги сотрудники библиотеки разработали интерактивную визуализацию каждого номера, чтобы веб-пользователи могли моделировать свои собственные поездки и обозревать тепловые карты доступных им заведений. Сьюзен Хеллман, специалист в области изучения памятников архитектуры и управляющий историческим объектом Carlyle House, занималась изучением всех упоминаемых в «Зелёной книге» объектов в пределах Содружества Виргинии. Результаты исследований представлены на карте Google и веб-сайте Karma Sense Wellness. Независимый проект «Green Book Project», при поддержке «Афроамериканского ресурсного центра» городской и окружной библиотеки Талсы, опубликовал на веб-сайте Historypin цифровую карту объектов «Зелёной книги». Перечисляемые в «Зелёной книге» архитектурные объекты были официально задокументированы фотографом Кэндеси Тейлор в рамках программы сохранения коридора автомагистрали 66 Службой национальных парков США. На 2015 год она планировала опубликовать другие материалы по аналогичным объектам.
Путеводитель упоминался и в литературных произведениях. Афроамериканский драматург Кэлвин Александр Рэмси, написавший изданную в 2010 году детскую книжку Ruth and the Green Book, рассказал об одной маленькой девочке, отправившейся в начале 1950-х вместе с семьёй в довольно рискованную поездку из Чикаго в Алабаму к бабушке. Рэмси написал также пьесу The Green Book: A Play in Two Acts, которая после сценического прочтения в театре Линкольна в Вашингтоне (округ Колумбия) в 2010 году была представлена широкой аудитории города Атланта, штат Джорджия, в августе следующего года. Действие пьесы происходит в одном из домов города Джефферсон-Сити, административного центра штата Миссури. Чёрный военный офицер с супругой и один переживший Холокост еврей проводят ночь в доме афроамериканской семьи, предложившей путникам кров, незадолго до того, как борец за гражданские права Уильям Эдуард Бёркхардт Дюбуа собрался выступить с речью в городе. Еврей в дом приходит потрясённый объявлением «No Negroes Allowed» (с англ. — «Негры не допускаются»), обнаруженным в вестибюле гостиницы, где первоначально планировал остановиться; однако посчитал послание намёком на дискриминацию, с которой повсеместно сталкивались в то время как евреи, так и негры. Пьеса имела большой успех, и её показ продолжался ещё несколько недель после запланированной даты закрытия премьерного сезона. В романе писателя Мэтта Раффа «Страна Лавкрафта», опубликованном в 2016 году, упоминается беллетризованная версия путеводителя Грина под названием «Safe Negro’s Travel Guide».
С помощью путеводителя Грина молодая супружеская пара пересекает штат Нью-Мексико в короткометражном фильме американки Карен Борджер 100 Miles to Lordsburg 2015 года. В рамках представленного в 2016 году документального проекта The Green Book Chronicles, его создатели Кэлвин Александр Рэмси и Бекки Уибл Сёрлс опросили ранее путешествовавших с «Зелёной книгой» людей, а также родственников Виктора Грина. В ноябре 2018 года вышла в прокат трагикомедия режиссёра Питера Фаррелли «Зелёная книга», в которой актёры Махершала Али и Вигго Мортенсен исполнили соответственно роли пианиста Дона Ширли и вышибалы Тони Липа. В основу картины положены события, случившиеся в 1960-х, во время турне афроамериканского музыканта и его персонального водителя по сегрегированному Югу. Картина удостоилась «Оскара» в главной номинации «Лучший фильм года» на 91-й церемонии вручения наград Американской киноакадемии.

## Комментарии
1. ↑  Встречаются также варианты перевода «Зелёная книга негра-моториста» и «Зелёная книга негра-автомобилиста»[1][2].
2. ↑  Персонаж шутливой песенки „Прыгай, Джим Кроу[англ.]“, который впоследствии стал ассоциироваться с бедным и безграмотным чернокожим обывателем.
3. ↑  См. расовое профилирование[англ.].
4. ↑  В данном контексте употребляется искажённое название бродвейского мюзикла «Посмотри сперва на Америку![англ.]» Коула Портера.